# Савич Володимир Петрович
Володимир Петрович Савич (27 липня 1923, с. Ігровиця, нині Тернопільська область — 1995, м. Львів) — український археолог, кандидат історичних наук (1969).

## Життєпис
Володимир Савич народився 27 липня 1923 року в селі Ігровиці, нині Білецької громади Тернопільського району Тернопільської области України.
1952 року закінчив історичний факультет Львівського державного педагогічного інституту. Працював молодшим науковим співробітником (1952—1959), завідувачем відділу історії первісного суспільства (1959—1967) Львівського історичного музею; молодшим науковим співробітником (1967—1972), старшим науковим співробітником (1972—1995) Інституту суспільних наук АН УРСР (нині Інститут українознавства імені І. Крип'якевича НАН України).
Помер 1995 року у Львові. Похований в рідному селі.

## Доробок
Автор понад 30 наукових публікацій та монографії «Пізньопалеолітичне населення південно-західної Волині» (1975).
Провів комплексне дослідження Південно-Західної Волині. Дослідив та відкрив понад 50 нових палеолітичних стоянок, увів до наукового обігу три багатошарових поселення доби палеоліту, які вивчив стаціонарними розкопками, зокрема: Липа І та Липа VI (біля с. Липи Дубенського району) та Кременець І (м. Кременець на Тернопільщині).